# Drasteria oranensis
Drasteria oranensis là một loài bướm đêm thuộc họ Erebidae. Nó được tìm thấy ở Algérie, tới Libya, Ai Cập, Israel và Ả Rập Xê Út.
Có thể có một lứa một năm. Con trưởng thành bay vào từ tháng 3 đến tháng 9 tùy theo địa điểm.
Ấu trùng ăn Calligonum comosum.

## Phụ loài
Drasteria oranensis oranensis
- Drasteria oranensis arabica